# Acropogon
Acropogon je biljni rod iz porodice sljezovki. Priznato je dvadesetak vrsta, sve endemi s Nove Kaledonije.

## Vrste
1. Acropogon aoupiniensis Morat
2. Acropogon austrocaledonicus (Hook.f.) Morat
3. Acropogon bosseri Morat & Chalopin
4. Acropogon bullatus (Pancher & Sebert) Morat
5. Acropogon calcicola Morat & Chalopin
6. Acropogon chalopiniae Morat
7. Acropogon domatifer Morat
8. Acropogon dzumacensis (Guillaumin) Morat
9. Acropogon fatsioides Schltr.
10. Acropogon francii (Guillaumin) Morat
11. Acropogon grandiflorus Morat & Chalopin
12. Acropogon horarius Gâteblé & Munzinger
13. Acropogon jaffrei Morat & Chalopin
14. Acropogon macrocarpus Morat & Chalopin
15. Acropogon margaretae Morat & Chalopin
16. Acropogon megaphyllus (Bureau & Poiss. ex Guillaumin) Morat
17. Acropogon merytifolius Morat & Chalopin
18. Acropogon mesophilus Munzinger & Gâteblé
19. Acropogon moratianus Callm., Munzinger & Lowry
20. Acropogon paagoumenensis Morat & Chalopin
21. Acropogon pilosus Morat & Chalopin
22. Acropogon sageniifolia Schltr.
23. Acropogon schefflerifolius (Guillaumin) Morat
24. Acropogon schistophilus Morat & Chalopin
25. Acropogon schumanniana Schltr.
26. Acropogon tireliae Morat & Chalopin
27. Acropogon veillonii Morat